# Zirl

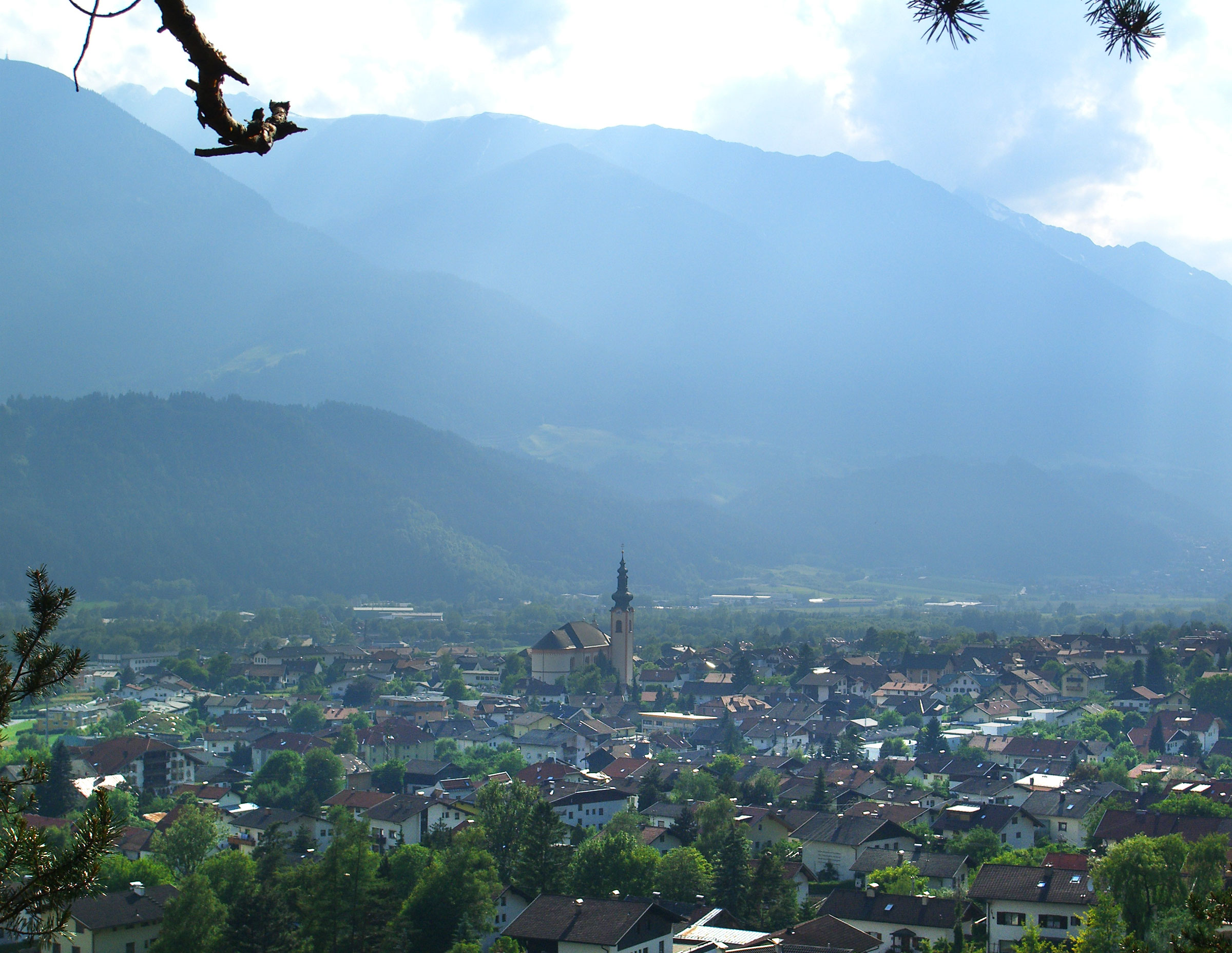
Zirl von Nordosten

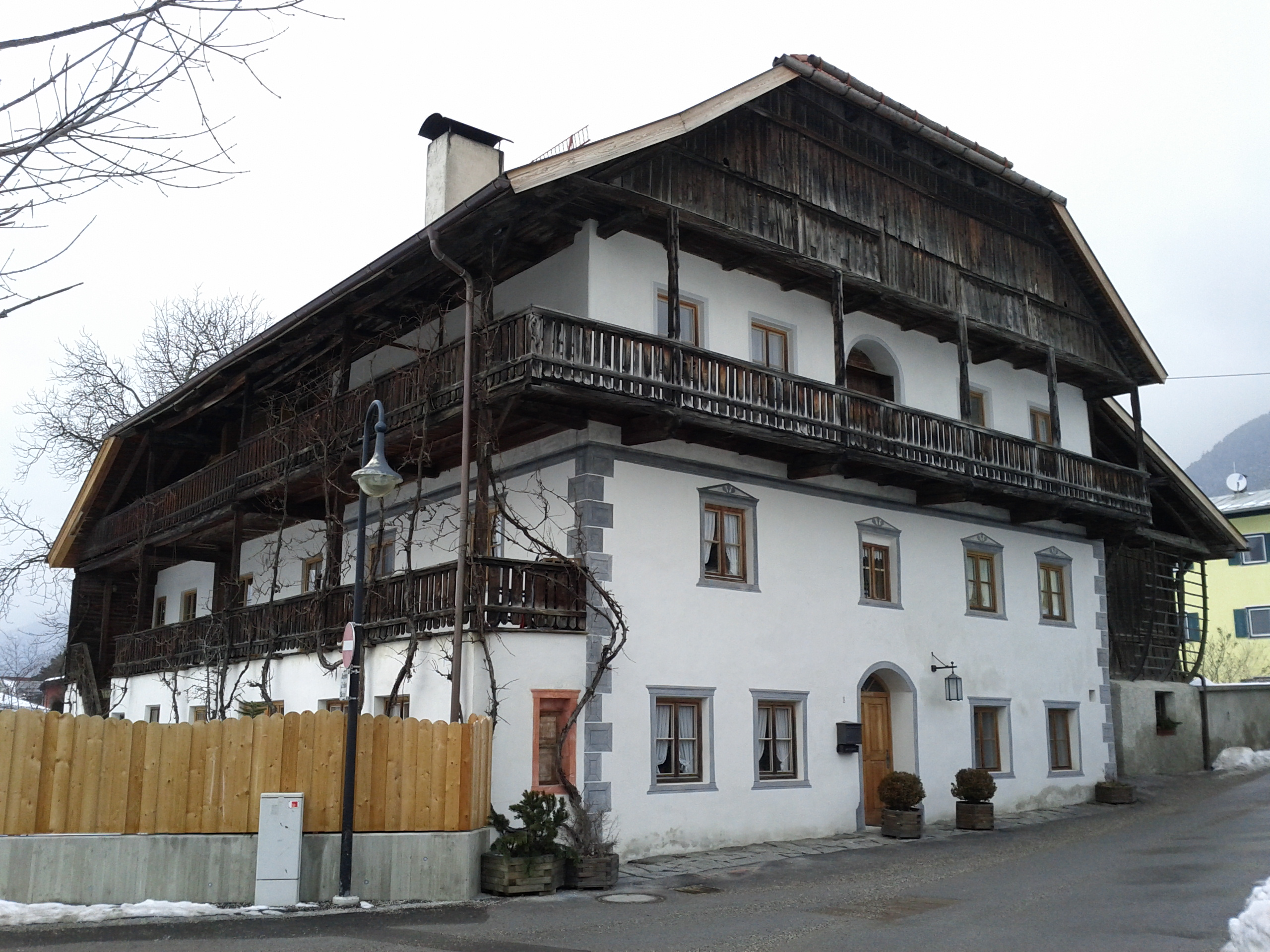
Das sogenannte „Garberhaus“ in der Schulgasse

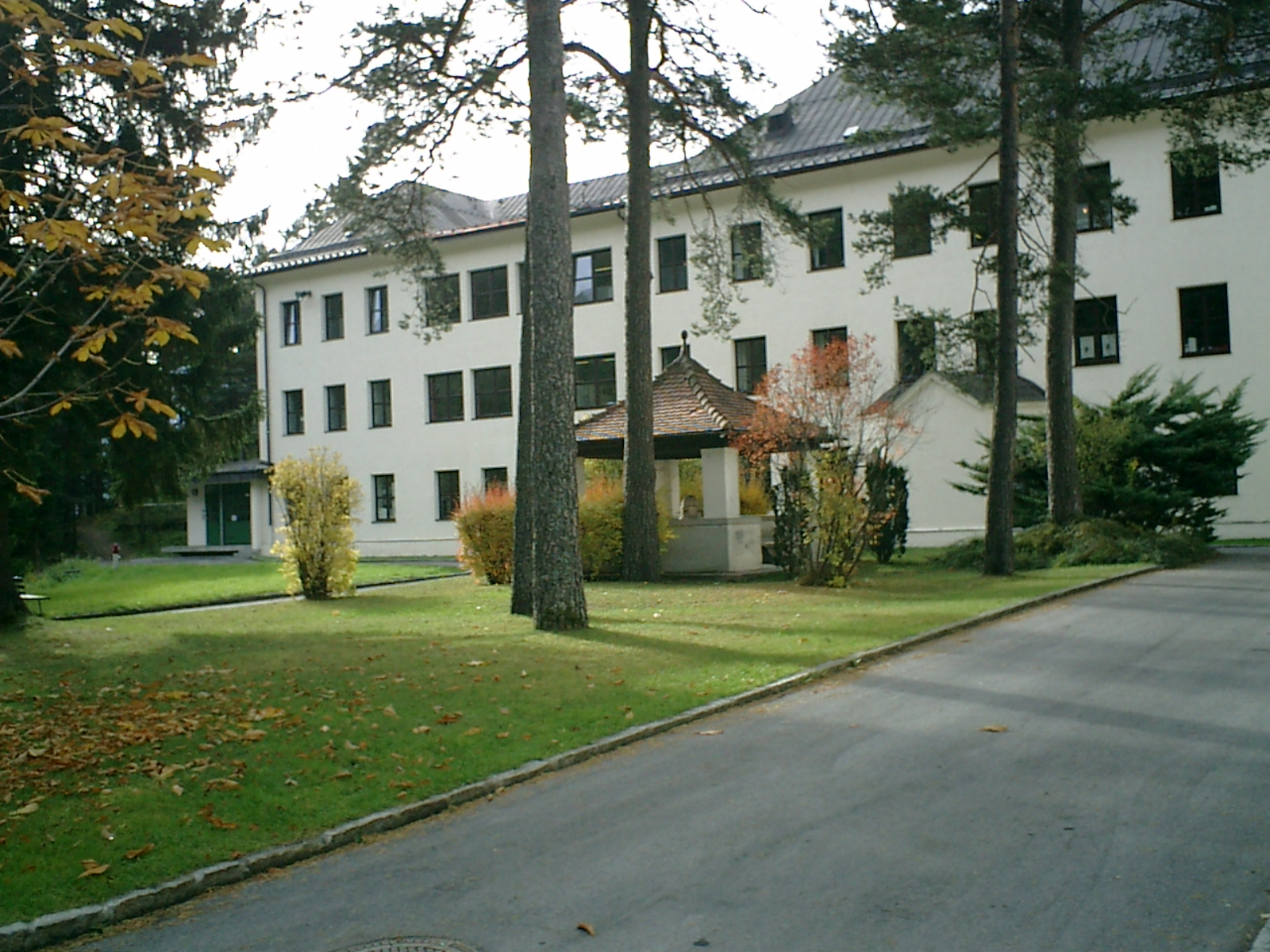
Landeskrankenhaus Hochzirl

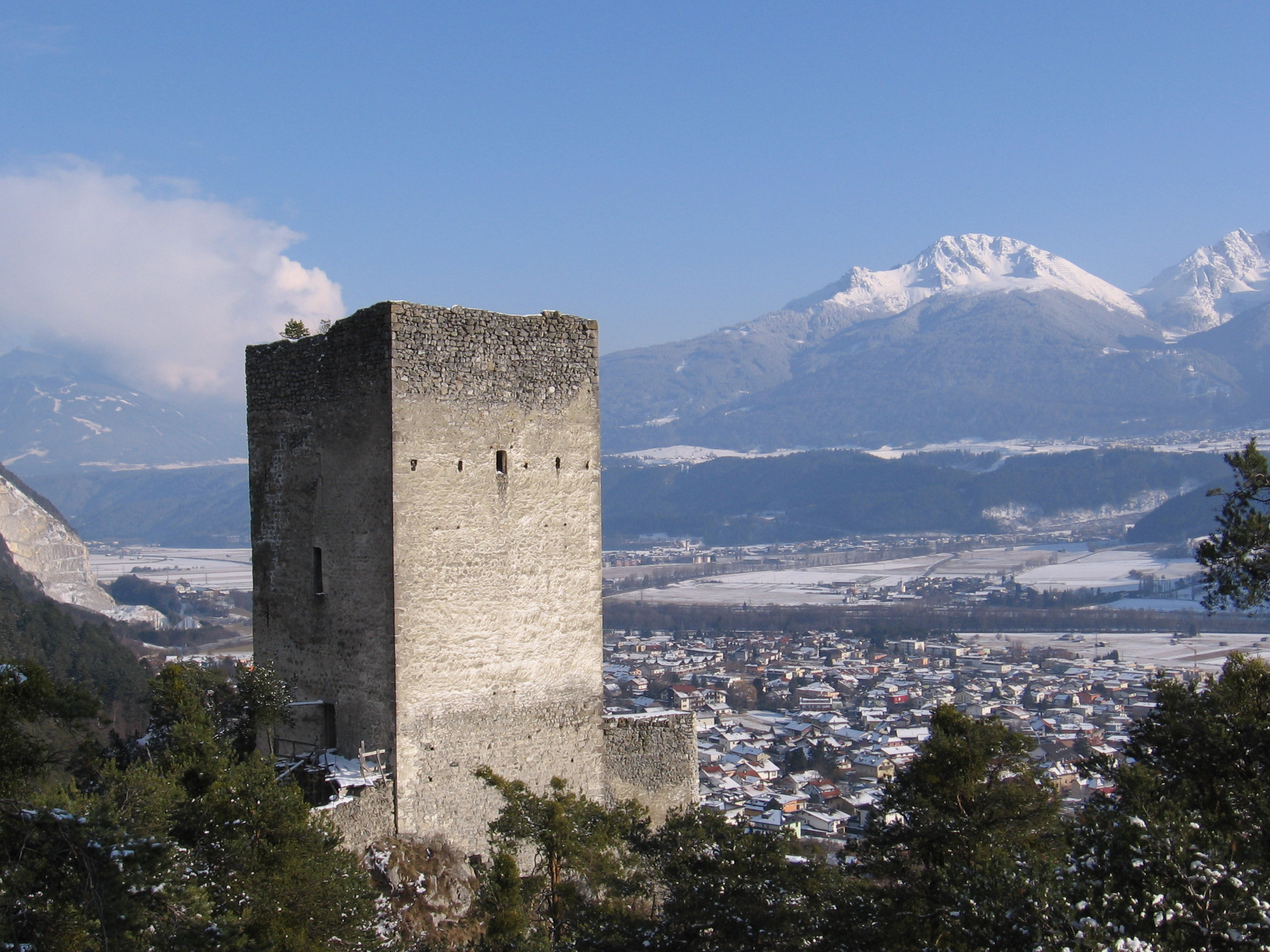
Burgruine Fragenstein

Zirl ist eine Marktgemeinde mit 8250 Einwohnern (Stand 1. Jänner 2025) im Bezirk Innsbruck-Land in Tirol (Österreich). Die Gemeinde liegt im Gerichtsbezirk Telfs.

## Geografie

### Lage
Zirl befindet sich am südwestlichen Ende des Karwendelgebirges etwa 10 km westlich von Innsbruck im Inntal am Südostfuß des Zirler Bergs (1057 m). Es liegt überwiegend am Nordufer (links) des Inns auf dem Schwemmkegel von Ehnbach und Schloßbach.

### Gemeindegliederung
Das Gemeindegebiet umfasst neben dem Hauptort Zirl noch das etwa 300 m höher gelegene Hochzirl, die Martinswand, die Ehnbachklamm und einen Teil der Nordkette mit dem 2.637 m hohen Kleinen Solstein. Der Ortsteil Zirl Bahnhof liegt als einziger südlich des Inns. Eigenhofen und Dirschenbach sind zwei westlich vom Ortskern gelegene Weiler an der alten Bundesstraße.

### Nachbargemeinden
| - Innsbruck - Inzing - Kematen in Tirol - Pettnau - Ranggen | - Reith bei Seefeld - Scharnitz - Seefeld in Tirol - Unterperfuss - Völs |

## Geschichte
Auf dem Martinsbühel ist eine Besiedlung seit der La-Tène-Zeit nachgewiesen. Im 4./5. Jahrhundert bestand hier die römische Militärstation Teriolis, die unter dem Römisch-deutschen König und späteren Kaiser Maximilian I. um 1500 zu einem Jagdschloss ausgebaut wurde. Die Kaiser-Max-Grotte / Martinswandgrotte erinnert daran, dass sich hier Maximilian I. Ende des 15. Jahrhunderts bei der Gämsenjagd verstiegen haben soll.
Zirl war ein wichtiger Verkehrsknotenpunkt an der Römerstraße Via Raetia nach Augsburg. Hier begann der steile Anstieg zum Seefelder Sattel, dessen Verlauf heute jedoch nicht mehr eindeutig zu klären ist. Urkundlich erwähnt wurde der Ort erstmals am 28. Oktober 799 als Cyreolu bzw. Cyreola anlässlich einer Besitzübertragung an das Kloster Schlehdorf. Der Name geht auf die römische Militärstation Teriolis (siehe oben) zurück.
Die heutige Burgruine Fragenstein wurde vor 1209 gegründet und 1703 im Spanischen Erbfolgekrieg (Bayrischer Rummel) gesprengt, worauf sie seither verfällt. Das Gebiet um die Ruine ist heute Naturschutzgebiet.
Seit dem 17. Jahrhundert war die Gemeinde neben Thaur eines der Zentren des Baus von Weihnachtskrippen.
Zirl war immer wieder von Überschwemmungen und Bränden heimgesucht worden, so zuletzt am 21. Juni 1908 bei einem Großbrand, der den Großteil der Häuser vernichtete.
1826 wurde in Zirl der bedeutende Tiroler Kirchenmaler Franz Plattner geboren. Er starb 1887 in Innsbruck.
Von 1910 bis 1912 wurde die Mittenwaldbahn mit aufwändigen Bauten errichtet, von denen in Zirl als bedeutende Bauwerke der Martinswandtunnel, der Schloßbachviadukt, der Ehnbachklammviadukt und der Bahnhof Hochzirl liegen.
Ein großes Bevölkerungswachstum in den letzten Jahrzehnten machte aus Zirl eine Wohngemeinde.
Seit dem 1. Juni 1984 trägt Zirl den Titel Marktgemeinde.

### Bevölkerungsentwicklung
EinwohnerJahr1000200030004000500060007000800090001860189019201950198020102040EinwohnerEinwohnerentwicklung von Zirl

## Kultur und Sehenswürdigkeiten
- Burgruine Fragenstein
- Burg Martinsbühel

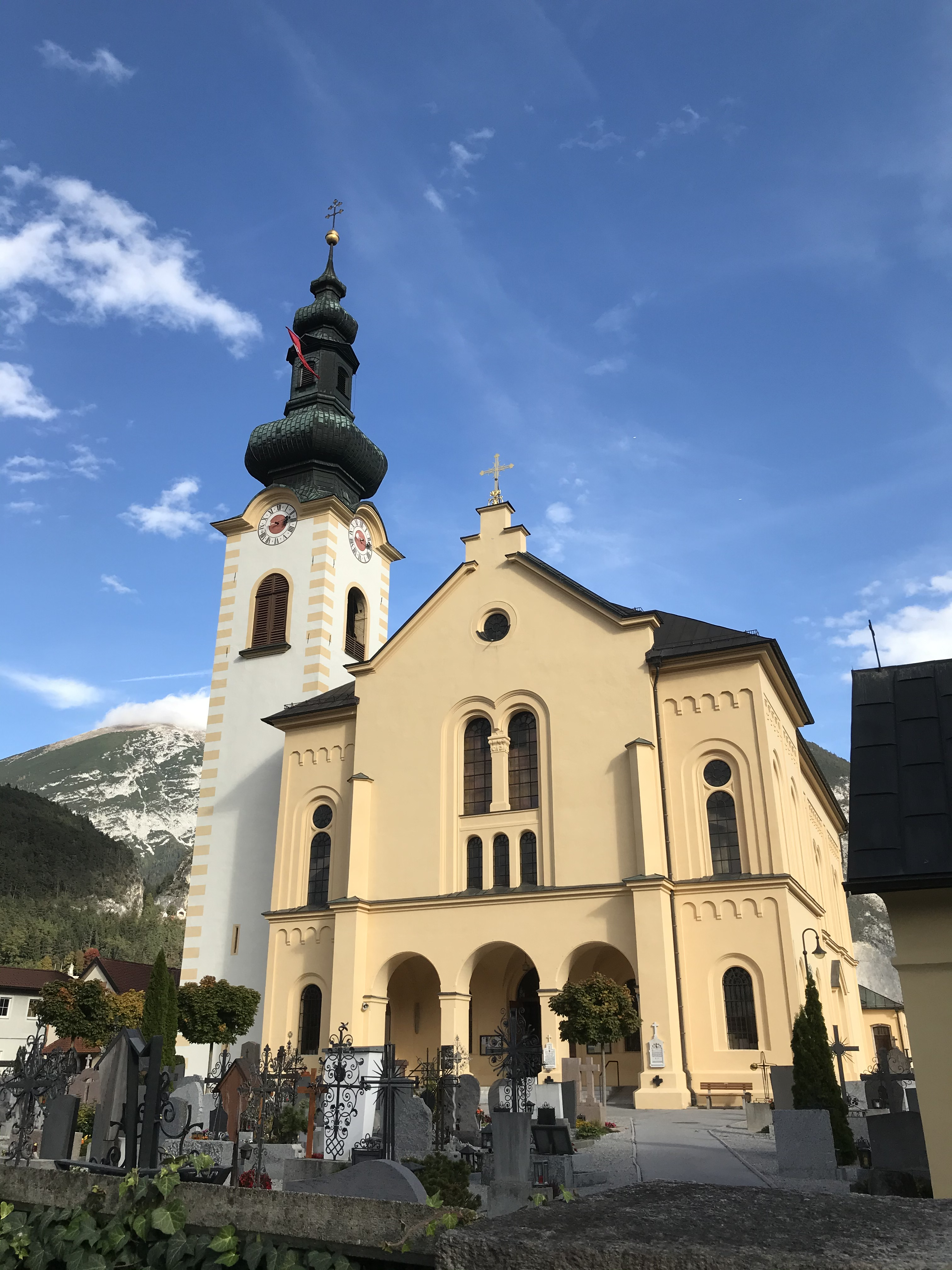
Pfarrkirche Zirl

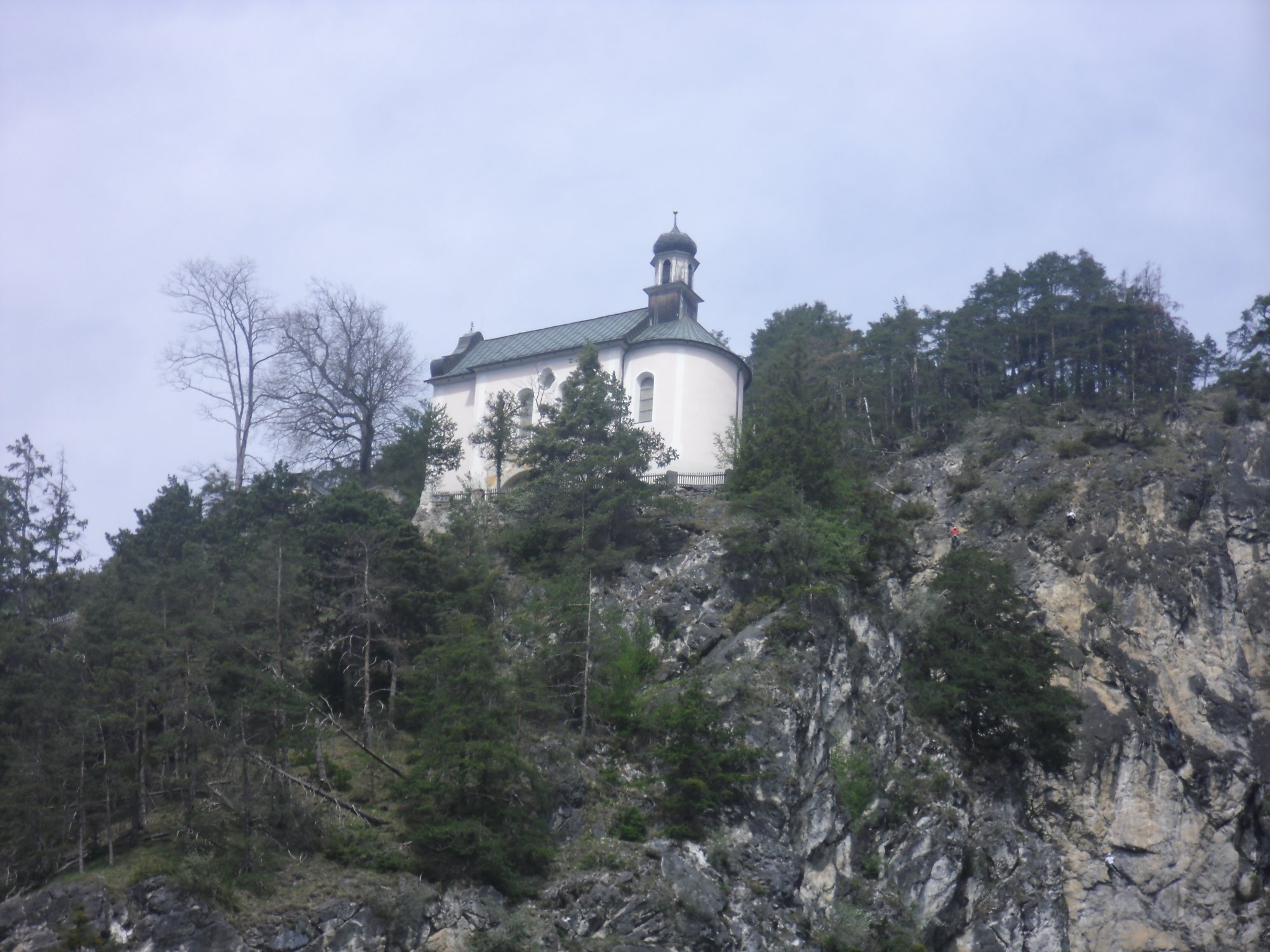
Kalvarienbergkirche Zirl

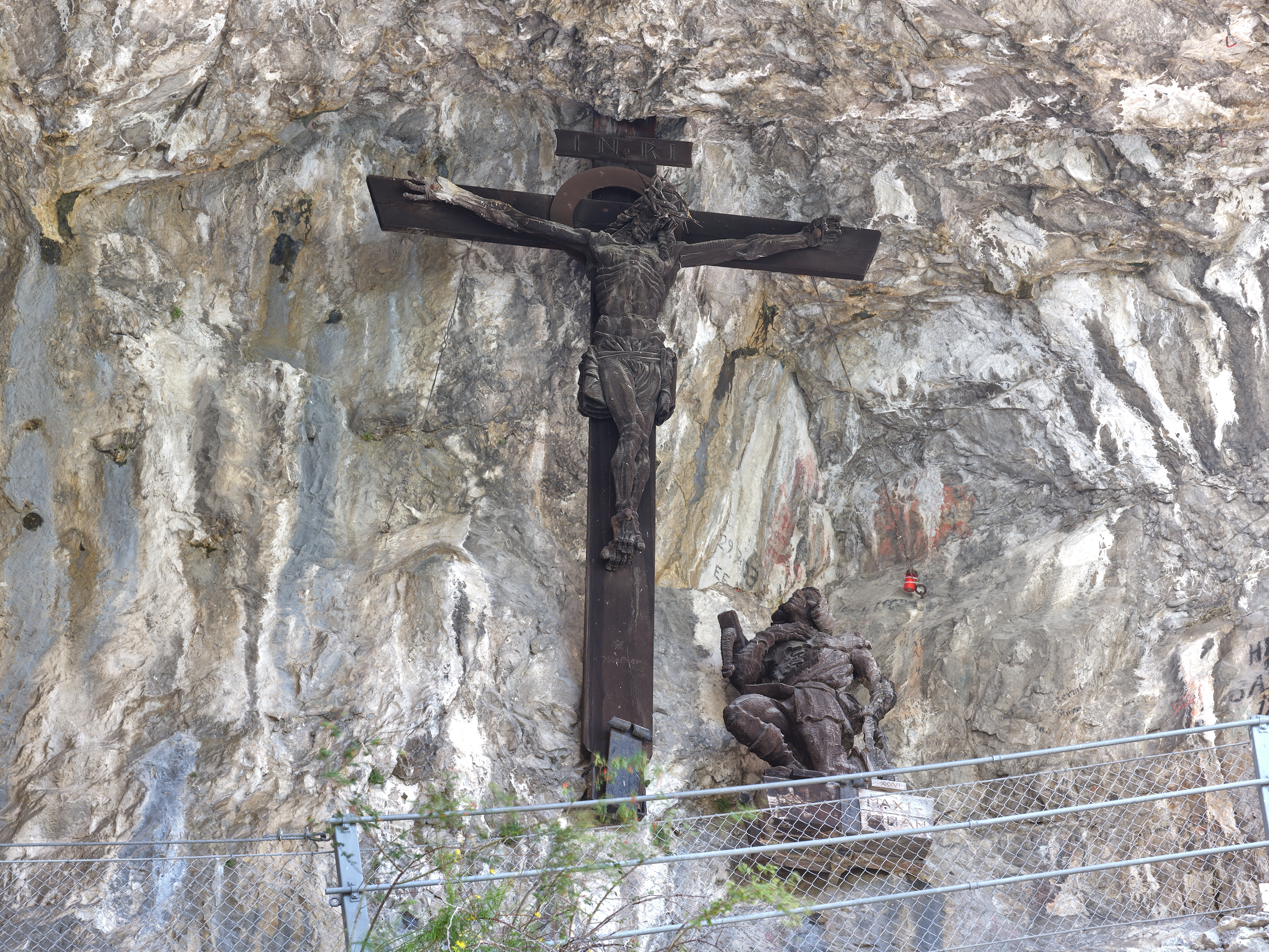
Kaiser-Maximilians-Grotte in der Martinswand

- Katholische Pfarrkirche Zirl Heiliges Kreuz
- Katholische Kalvarienbergkirche Zirl Zur Schmerzhaften Maria
- Das Zachäussingen in Zirl vor der Kirche gehört seit 2015 zum Immateriellen Kulturerbe in Österreich.[5]

## Wirtschaft und Infrastruktur

### Verkehr

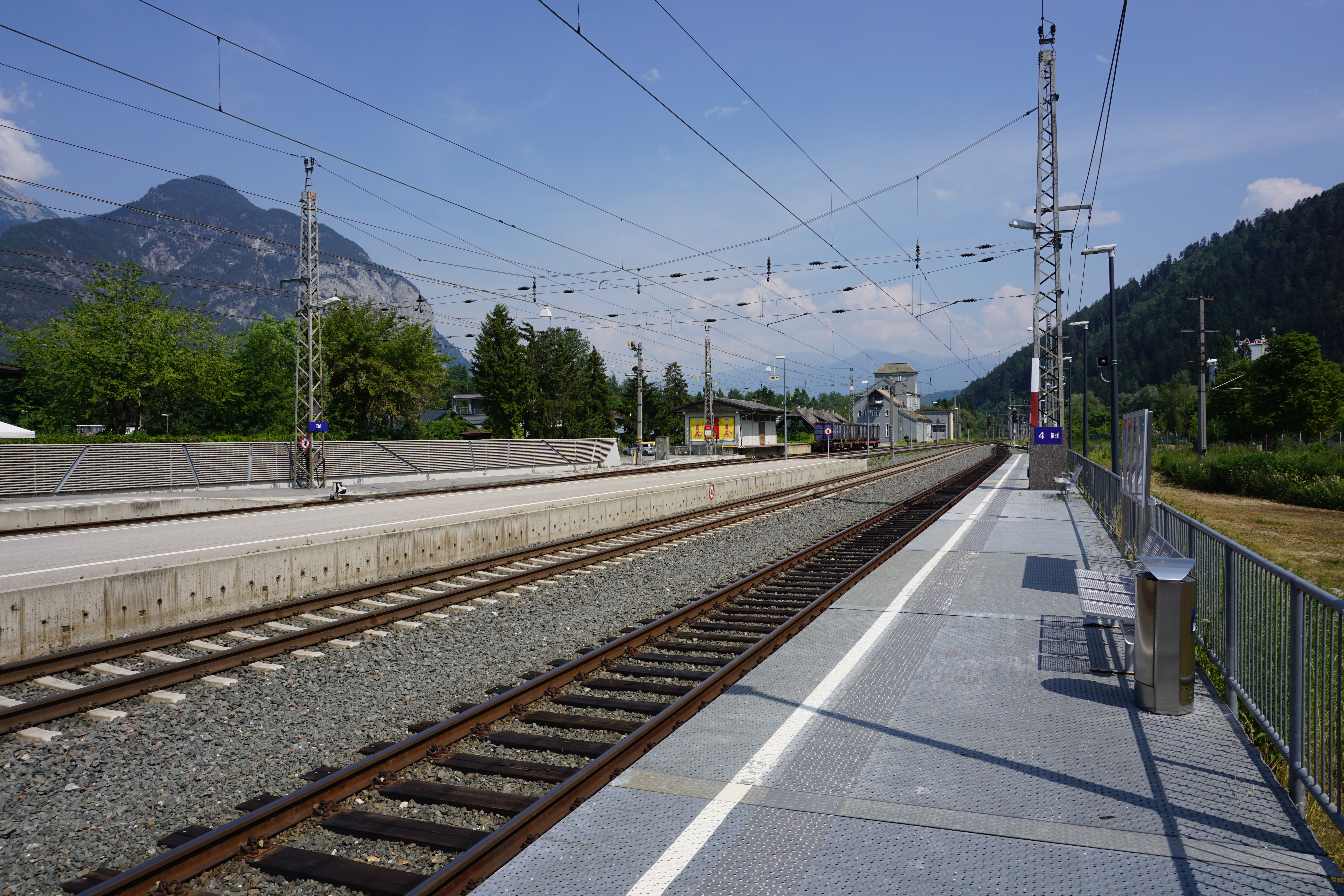
Bahnhof Zirl südwestlich des Gemeindezentrums

Zirl liegt an der Tiroler Straße B 171 und südlich des Inns an der Völser Straße L 11. Der Ort hat Anschluss an die Inntalautobahn A 12 mit den Ausfahrten Zirl-West und Zirl-Ost.
Der Bahnhof der Arlbergbahn befindet sich südwestlich des Ortskerns, auf der anderen Innseite, wo sich mehrere Industrie- und Gewerbebetriebe niedergelassen haben. Durch die zahlreichen Betriebe ist der Bahnhof Zirl einer der größten Güterbahnhöfe Tirols.
Der oberhalb gelegene Ortsteil Hochzirl mit dem Landeskrankenhaus Hochzirl (eine Sonderkrankenanstalt für Innere Medizin und Neurologische Akutnachbehandlung) hat einen Bahnhof der Mittenwaldbahn. Weiters hat Zirl Anschluss nach Innsbruck und Telfs über Regionalbusse.
Das günstige Lokalklima ermöglicht hier Weinbau, der jedoch wie die Landwirtschaft wenig Bedeutung hat (die Weingärten werden aktuell nicht bewirtschaftet). Bedeutende Betriebe sind in den Bereichen Bauindustrie, Chemische Industrie, Schotterwerk und Recycling zu finden.

### Bildung
(Quelle: )
- Vier Kindergärten
- Drei Kinderkrippen
- Zwei Volksschulen
- Mittelschule
- Zentrum für Inklusiv- und Sonderpädagogik - Allgemeine Sonderschule
- Landesmusikschule Zirl

### Gesundheit
- Landeskrankenhaus Hochzirl

### Soziales
- ’s zenzi – Sozialzentrum Zirl

## Freizeit
- Die Martinswand östlich von Zirl bietet einen anspruchsvollen Klettersteig, bei dem Trittsicherheit gefordert ist, und viele Kletterrouten.
- Zirl ist Ausgangspunkt von Wanderungen im Bereich des Karwendel, etwa zur Neuen Magdeburger Hütte (Martinsbergalm) oder zum Solsteinhaus.

### Kultureinrichtungen
- Bibliothek
- Heimatmuseum
- FamBoZi („Familien-Boot-Zirl“)[7]
- B4 (Bahnhofsstraße 4)

„Das 2015 fertiggestellte Veranstaltungs- & Begegnungszentrum B4 bietet Platz für über 500 Personen. Im B4 sind der Schützenverein, Theaterverein und der Alpenverein eingemietet, das Areal bietet eine Tiefgarage für bis zu 80 Fahrzeuge.“

### Sportanlagen
- Eislaufplatz
- Schwimmbad
- Sportplatz

## Politik

### Bürgermeister- und Gemeinderatswahl, am 27. Februar 2022
Die letzten Bürgermeisterwahlen fanden gleichzeitig mit den Gemeinderatswahlen am 27. Februar 2022 statt.
Mag. Thomas Öfner (SPÖ) wurde dabei als Bürgermeister wiedergewählt und konnte sich mit 55,68 % gegen seine vier Kontrahenten und Kontrahentinnen durchsetzen.
Bei der Wahl waren insgesamt 6.565 Personen in Zirl wahlberechtigt.

#### Gemeinderatswahl
| Partei                                               | Prozent | Stimmen | Sitze im Gemeinderat | Koppelung |
| ---------------------------------------------------- | ------- | ------- | -------------------- | --------- |
| Für Zirl - Team Thomas Öfner                         | 42,61 % | 1774    | 9                    | A         |
| Zukunft Zirl - Volkspartei, Team Iris-Zangerl-Walser | 23,54 % | 0980    | 5                    |           |
| ZIRL AKTIV                                           | 12,68 % | 0528    | 2                    |           |
| Die Grünen Zirl                                      | 09,97 % | 0415    | 2                    | A         |
| Aufschwung Zirl                                      | 03,07 % | 0128    | 0                    |           |
| MFG Menschen Freiheit Grundrechte                    | 08,12 % | 0338    | 1                    |           |

Wahlbeteiligung:
| Abgegebene Stimmen | 4.269 | 65,03 % |
| ------------------ | ----- | ------- |
| …davon gültige     | 4.163 | 97,52 % |
| …davon ungültige   | 106   | 2,48 %  |

#### Bürgermeisterwahl
| Bürgermeister-Kandidat | Partei                                               | Prozent | Stimmen |
| ---------------------- | ---------------------------------------------------- | ------- | ------- |
| Öfner Thomas, Mag.     | Für Zirl - Team Thomas Öfner                         | 55,68 % | 2278    |
| Zangerl-Walser Iris    | Zukunft Zirl - Volkspartei, Team Iris-Zangerl-Walser | 23,98 % | 0981    |
| Rausch Victoria        | ZIRL AKTIV                                           | 11,46 % | 0469    |
| Mair Matthias          | Aufschwung Zirl                                      | 02,64 % | 0108    |
| Pardeller Martin       | MFG Menschen Freiheit Grundrechte                    | 06,23 % | 0255    |

Wahlbeteiligung:
| Abgegebene Stimmen | 4.270 | 65,04 % |
| ------------------ | ----- | ------- |
| …davon gültige     | 4.091 | 95,81 % |
| …davon ungültige   | 179   | 4,19 %  |

### Wappen
Das 1947 verliehene Gemeindewappen erinnert mit dem Weinstock an den 1335 erstmals erwähnten und für Nordtirol ungewöhnlichen Weinbau. Die Schafschere entstammt dem Siegel der Herren von Fragenstein, die auf Burg Fragenstein ansässig waren.

## Persönlichkeiten

### Söhne und Töchter der Gemeinde
- Johann Evangelist Fuhrmann (1776–1819), Pfarrer und Dechant von Imst im Nordtiroler Oberinntal
- Peter Erasmus Gspan (1790–1864), Jurist und Politiker
- Franz Plattner (1826–1887), Kirchenmaler
- Heinrich Klier (1926–2022), Schriftsteller, Alpinist, Unternehmer und politischer Aktivist
- Elias Schneitter (* 1953), Schriftsteller und Verleger
- Regina Hilber (* 1970), Schriftstellerin

### Mit der Gemeinde verbunden
- Alois Moriggl (1810–1866),  Geistlicher in Zirl
- Josef Pfefferle (1862–1939), Gründer der Zirler Mosaikanstalt
- Viktor Kauder (1899–1985), völkischer Wissenschaftler